# Kozaczi Łaheri (rejon chersoński)
Kozaczi Łaheri (ukr. Козачі Лагері) – wieś na Ukrainie, w obwodzie chersońskim, w rejonie chersońskim, w hromadzie Ołeszky. W 2001 liczyła 3722 mieszkańców, spośród których 3505 wskazało jako ojczysty język ukraiński, 202 rosyjski, 2 mołdawski, 1 węgierski, 2 białoruski, a 10 inny.

## Historia

### Inwazja Rosji na Ukrainę
Miejscowość została zajęta przez armię rosyjską w pierwszych dniach inwazji i znalazła się pod okupacją. 7 czerwca 2023 roku ukraiński Sztab Generalny poinformował, jakoby w Kozaczi Łaheri Rosjanie mieli blokować cywilom możliwość ewakuacji na własną rękę z terenów zalanych po zniszczeniu Kachowskiej Elektrowni Wodnej. 8 sierpnia w przestrzeni medialnej pojawiły się informacje o toczących się od około doby walkach w okolicach wsi, poprzedzonych ukraińskim desantem.